# Jiří Hauenšild z Fürstenfeldu
Jiří Hauenšild z Fürstenfeldu (též Jiří Hauenschild z Fürstenfeldu) (* ? – 21. června 1621, Praha) byl doktor práv a jeden ze 27 českých pánů, kteří byli 21. června 1621 popraveni na Staroměstském náměstí za účast na stavovském povstání.
Před povstáním vykonával funkci advokáta při císařském dvoře. Za panování zimního krále Fridricha Falckého působil jako královský rada nad apelacemi. Jménem direktoria českých stavů vyjednával v roce 1620 o podpoře se saským kurfiřtem.
Dne 1. prosince 1620 jej dal Karel I. z Lichtenštejna na příkaz císaře uvěznit. Nejprve mu kat uťal pravici, jíž přísahal v úřadě věrnost císaři, poté jej sťal. Hlava s rukou byla pověšena na Staroměstské mostecké věži. Tělo bylo pohřbeno v kostele svatého Salvátora. Po vydání Obnoveného zřízení zemského se jeho manželka Kateřina, rozená Hadová z Proseče, rozhodla pro emigrace do Freibergu a později do Drážďan.